# ТЕС Зелена Гура
ТЕС Зелена Гура — теплова електростанція на заході Польщі в долині річки Одра (Любуське воєводство). Перша потужна електростанція в країні, споруджена за технологією комбінованого парогазового циклу та розрахована на використання природного газу.
Польська енергетика традиційно спирається на використання власного палива — вугілля. У Зеленій Гурі в 1974—1986 роках спорудили теплоелектроцентраль у складі 6 водогрійних та 4 парових котлів, орієновану передусім на постачання теплової енергії, але також обладнану двома блоками електричною потужністю 11 МВт та 13 МВт (введені у 1976 та 1996 роках).
В 1990-х роках на заході Польщі знайшли поклади низькокалорійного природного газу, характеристики якого пояснюються значним вмістом азоту. Для їх використання вирішили спорудити на майданчику ТЕЦ Зелена Гура парогазовий блок та прокласти для його забезпечення паливом газопровід із Косцян довжиною 96 км. Будівельні роботи розпочались у 2002-му, а за два роки новий енергоблок ввели в експлуатацію. Він оснащений газовою турбіною компанії General Electric типу 9001E потужністю 126 МВт та паровою Alstom типу 7-CK-65 потужністю 72 МВт. Окрім електроенергії, блок може постачати 95 МВт тепла.
В 2012 році спорудили нову теплову частину на природному газі із п'яти водогрійних котлів загальною потужністю 160 МВт та парового котла 7 МВт, призначеного для покриття власних потреб станції. Це дозволило у 2013-му повністю демобілізувати старі потужності на вугіллі.
Видача продукції відбувається по ЛЕП, що працює під напругою 220 кВ.